# 霍斯肖本德 (愛達荷州)
霍斯肖本德（英語：Horseshoe Bend）是一個位於美國愛達荷州博伊西縣的城市。

## 地理
霍斯肖本德的座標為43°54′44″N 116°11′57″W / 43.91222°N 116.19917°W，而該地的平均海拔高度為802米（即2631英尺）。

## 人口
根據2010年美國人口普查的數據，霍斯肖本德的面積為2.82平方千米，當中陸地面積為2.78平方千米，而水域面積為0.04平方千米。當地共有人口707人，而人口密度為每平方千米250.71人。